# ピータールー序曲
序曲『ピータールー』（Peterloo -  Overture）作品番号97は、イギリスの作曲家マルコム・アーノルドが1968年に作曲した演奏会用序曲（管弦楽曲）。ピータールー序曲とも。いわゆる「ピータールーの虐殺」という、1819年にマンチェスターで起きた事件を題材としている。

## 概要
1868年に結成されたイギリス労働組合会議の創立100周年を記念して委嘱された。労働組合会議の最初の会合がマンチェスターで開催されたことから、「ピータールーの虐殺」という同都市での記念碑的事件が題材に選ばれたと考えられる。作曲は当初難航したが、知人である音楽評論家ドナルド・ミッチェルの激励を受けながら完遂された。
楽曲について、アーノルド本人は、スコアの解説で次のように述べている。

「1819年8月16日にマンチェスターの聖ピーター広場で生じた事件は、皮肉交じりにピータールーと名付けられた。この日、政治改革に関する演説を聞くために8000人ほどの聴衆が秩序正しく集まっていた。彼らの集会は、治安判事の命を受けた義勇兵によって中断させられた。義勇兵は、聴衆たちの掲げる横断幕を取り上げ、講演者であるヘンリー・ハントを逮捕しようとした。騎兵隊が動員された。続く騒動の中では11名が殺害され、400名が負傷した。

この序曲は、これらの一連の出来事を音楽によって描く試みである。ただし、この曲は、犠牲者たちへの哀悼の後、勝利によって幕を閉じる。これは、人類の団結という大義を掲げた全ての人々の苦しみと死は無駄にはならないだろうという、堅い信念に基づいている。」

### 「ピータールーの虐殺」について
「ピータールー序曲」の楽曲紹介では、当該事件を労働運動の一環として扱う記述が多い。しかし、当時の人々が求めたのはあくまで議会制度改革であり、賃上げや労働環境改善ではなかった（イギリスで労働組合主義が普及するのは1820年代以降だった）。とはいえ、「ピータールー序曲」が作曲された1960年代は冷戦の最中であり、労働組合会議への委嘱という事情も考慮すれば、ピータールーの記憶が労働闘争の前史として読み替えられたと考えても不自然ではない。
また、「ピータールーの虐殺」という呼称は主として事件の被害者の視点に立脚したものであり、後代に議会制民主主義が発展する中で正当化/正統化された言説であることにも留意すべきである。フランス革命が記憶に新しかった事件当時においては、この出来事を、革命を目論む暴徒の陰謀を義勇兵が救った「栄光的勝利」だと見なす人々も少なくなかった。

## 初演
1968年6月7日、ロンドンのロイヤル・フェスティバル・ホールにて、アーノルド本人の指揮で初演された。初演は大成功を収め、同年8月3日のBBCプロムスでも再び上演された。双方の演奏会に立ち会った労働組合会議の会長ヴィック・フェザーは、アーノルドに演奏成功の喜びを伝える手紙を送っている。

## 編成
- 木管楽器
  - ピッコロ、フルート2、オーボエ2、クラリネット2、ファゴット2
- 金管楽器
  - ホルン4、トランペット3、テナートロンボーン2、バストロンボーン1、チューバ1
- 打楽器
  - ティンパニ、シンバル、スネアドラム2、テナードラム、バスドラム、タムタム（銅鑼）、チューブラベル（チャイム）、グロッケンシュピール
- 弦楽器
  - 弦五部、ハープ

## 構成
A-B-Aの三部形式からなる。スコアに記載された演奏時間は約9分半。
Andante con moto
4分の3拍子。ハ長調の主部。平和な集会の描写。主部自体もa-b-aの三部形式となっている。弦楽器のユニゾンによる牧歌的旋律（16小節）に始まり、木管アンサンブル（8小節）に引き継がれる。再び弦楽器の旋律が繰り返されるが、軍隊の到来を告げる不吉なスネアドラム2台とバスドラムが同時並行で奏でられ、波乱の中間部へと道を譲る。
Allegretto vivace
4分の4拍子。義勇兵が集会を中断させる場面。トロンボーン、チューバおよび低弦のユニゾンによるペザンテの威圧的な旋律に、行進風の打楽器が伴う。なお、同様の作曲技法は、アーノルド作曲の交響曲第4番の終楽章にも用いられている。
Con fuoco
8分の6拍子。騎兵隊の登場と騒乱の場面（8分の6拍子は、伝統的に騎馬のギャロップを暗示するリズムである）。通称「悪魔のコード」と呼ばれる減5度（全三音）の和音がモチーフとなって各セクションによって反復されるほか、十二音技法も用いられている。曲は終始勢いを落とさず、全奏によるアッチェレランドとクレッシェンドを経て混沌へとなだれ込む。
Lento
4分の4拍子。中間部と再現部をつなぐ経過句に当たる。聖ピーター広場を立ち去る騎兵隊の足音と、広場に取り残された被害者の悲痛な叫びが、葬送行進曲の形で演奏される。陰鬱な静寂が訪れる中、オーボエのソロが再現部を導く。
Andante con moto
4分の3拍子。再現部は、ハ長調の属調であるト長調へ転調する。主部で提示された木管アンサンブルと弦楽器の旋律が、走馬灯的に奏でられる。旋律は徐々に活力を帯び、勝利の凱歌としての様相を呈していく。
Maestoso
4分の3拍子。主部の弦楽器による旋律が、トランペットとトロンボーンによって高らかと歌い上げられる。コーダでは、チャイコフスキーの「序曲1812年」を連想させるチャイムとグロッケンの高鳴りの中、盛大な大団円を迎える。

## 編曲

### 吹奏楽編成
C. セイルによる編曲（1989年）と、近藤久敦による編曲（1989年）が存在する。
1990年代から2000年代にかけて、日本において、吹奏楽コンクールの自由曲として取り上げる団体が相次いだ。